# Rhingia nasica
Rhingia nasica là một loài ruồi trong họ Ruồi giả ong (Syrphidae). Loài này được Say mô tả khoa học đầu tiên năm 1823. Rhingia nasica phân bố ở miền Tân bắc